# Zuid-Duitse Bond

Duitsland tussen de Oostenrijks-Pruisische Oorlog van 1866 en de Frans-Duitse Oorlog van 1870/71

Met de Zuid-Duitse Bond, ook wel Zuidelijke Bond, werd van 1866 tot 1869 verwezen naar het idee dat de Zuid-Duitse deelstaten Beieren, Württemberg, Baden en Hessen een confederatie zouden vormen. Artikel 4 van de Vrede van Praag na de Duitse Oorlog van 1866 sprak over deze mogelijkheid (letterlijk: "samenkomen in een vereniging"). Door onenigheid maakten de betrokken staten er geen gebruik van.
In het noorden vormde het koninkrijk Pruisen de Noord-Duitse Bond als de nieuwe Duitse federale staat. De Noord-Duitse Bond of Pruisen sloot individuele verdedigingsverdragen met de zuidelijke staten, de beschermings- en uitdagingsallianties. In 1870/1871, na de nederlaag van Frankrijk in de Frans-Pruisische Oorlog, nam de Noord-Duitse Bond de zuidelijke staten over en werd hervormd tot het Duitse Rijk.

## Geschiedenis
Reeds ten tijde van de Unie van Erfurt in 1849/1850 leek het erop dat Pruisen op zijn best Noord-Duitsland kon verenigen. De grote koninkrijken Beieren en Württemberg, maar ook Saksen, die na 1866 lid moesten worden van de Noord-Duitse Bond als gevolg van de nederlaag aan de kant van Oostenrijk, wezen de poging tot eenmaking onder Pruisisch leiderschap heftig af. Het "Derde Duitsland" slaagde er echter niet in om in de daaropvolgende twintig jaar een onafhankelijke lijn tussen Oostenrijk en Pruisen te volgen. Beieren zag zichzelf in een leidende rol die niet werd erkend door de andere middelgrote en kleine staten.
Al in 1850 kantte Frankrijk zich tegen de pogingen van Pruisen om zijn macht ten zuiden van de rivier de Main uit te breiden. In plaats daarvan probeerde de Franse keizer Napoleon III het in de jaren 1860 om West-Duitse gebieden te annexeren, bijvoorbeeld ter gelegenheid van een geheim verdrag met Oostenrijk in juni 1866. Als Bismarck de toekomstige federale staat alleen met de Noord-Duitse staten stichtte, kalmeerde dat zowel Frankrijk als Oostenrijk.
Op 14 juli 1866 kwamen Pruisen en Frankrijk overeen dat Pruisen een federale staat in het noorden kon vestigen. De Zuid-Duitse staten mochten zich verenigen om een zuidelijk bondgenootschap te vormen dat internationaal onafhankelijk zou zijn. De Noordelijke Staat en de Zuidelijke Confederatie mochten hun relatie met elkaar vrij regelen. Vanuit Frans oogpunt zou het voorzienbare naast elkaar bestaan van de Noordelijke Staat, de Zuidelijke Confederatie en Oostenrijk het Europese evenwicht niet hebben verstoord.  De zuidelijke alliantie werd pas genoemd met de Vrede van Praag op 23 augustus en nog niet in de voorlopige vrede van Nikolsburg van 26 juli 1866, ondanks de verder identieke verklaringen.

## Situatie in Zuid-Duitsland
Chlodwig Hohenlohe-Schillingfürst diende als Beierse premier van 1866 tot 1870. In 1894 werd hij rijkskanselier .
In de grootste van de vier deelstaten, Beieren, was premier Hohenlohe voor aansluiting bij Pruisen, terwijl de koning tegen was. Baden wilde ook lid worden van de nieuwe (Noord-Duitse) federatie. De Vrede van Praag verbood Pruisen echter om Zuid-Duitse staten in zijn nieuwe confederatie op te nemen.  De positie van Hessen-Darmstadt was bijzonder, aangezien slechts een van de drie provincies (Opper-Hessen) lid werd van de Noord-Duitse Bond.
In een ministeriële verklaring van 6 mei 1867 bepleitten Beieren en Württemberg dat de Zuid-Duitse staten via een confederatie van staten zouden worden geassocieerd met de Noord-Duitse Bond. Deze confederatie was bedoeld als kopie van de Duitse Bond. Pruisen verwierp een dergelijke constructie. Op 8 oktober 1867 verwierp Hohenlohe op zijn beurt de toetreding van Beieren tot de Noord-Duitse Bond, evenals een definitieve Zuid-Duitse federale staat of een "constitutionele alliantie van de Zuid-Duitse staten onder leiding van Oostenrijk". Integendeel, de Zuid-Duitse staten zouden individueel “in nauwer contact moeten komen” met Noord-Duitsland.
Pruisen wilde de Duitse eenwording, maar durfde de Vrede van Praag niet openlijk te breken. Baden, Württemberg en Hessen-Darmstadt wilden liever rechtstreeks met Pruisen in het reine komen en niet afhankelijk worden van Beieren. Op 23 november 1867 stelde Hohenlohe een confederatie voor, de Verenigde Zuid-Duitse Staten , inclusief een ontwerpgrondwet. Op advies van Pruisen stelde Baden de Beierse voorstellen uit en stopte ze in 1868.
Ter gelegenheid van het vredesverdrag met Pruisen in 1866 hadden de Zuid-Duitse staten (aanvankelijk) geheime militaire allianties gesloten met Pruisen, aangezien de ontbinding van de Duitse Bond geen militaire garantie meer gaf en daarom weerloos zou zijn geweest tegen een aanval van Frankrijk. Ze verenigden ook tot op zekere hoogte hun militaire grondwetten onderling.